# Bitva u Azincourtu
Bitva u Azincourtu (francouzská výslovnost  [azɛ̃kuʁ], česky přibližně [azénkúr]; v angličtině uváděno jako Agincourt, výslovnost [ˈædʒɪnkɔːr(t)] ), svedená v pátek 25. října 1415 – svátek svatého Kryšpína – v severní Francii, v dnešním departementu Pas-de-Calais, představovala jedno z nejdůležitějších střetnutí stoleté války, předznamenávající soumrak středověkého rytířstva. Anglický král Jindřich V. na hlavu porazil několikrát početnější vojsko francouzského krále Karla VI., které bylo vedeno konstáblem Karlem z Albretu a dalšími francouzskými velmoži z armagnacké strany.

## Pozadí tažení a jeho výsledek
Protože válka v cizině měla v Anglii širokou podporu, mladý král Jindřich V. si tažením do Francie, kterou za panování duševně chorého Karla VI. zmítaly boje vlivných šlechtických skupin, hodlal upevnit své postavení. Jindřich uplatňoval dědický nárok na francouzský trůn a zároveň se mu otevírala možnost příjmů z nově dobytých území, výkupného za zajaté nepřátelské šlechtice či prostě vymáhání „výpalného“ od svého francouzského souseda.

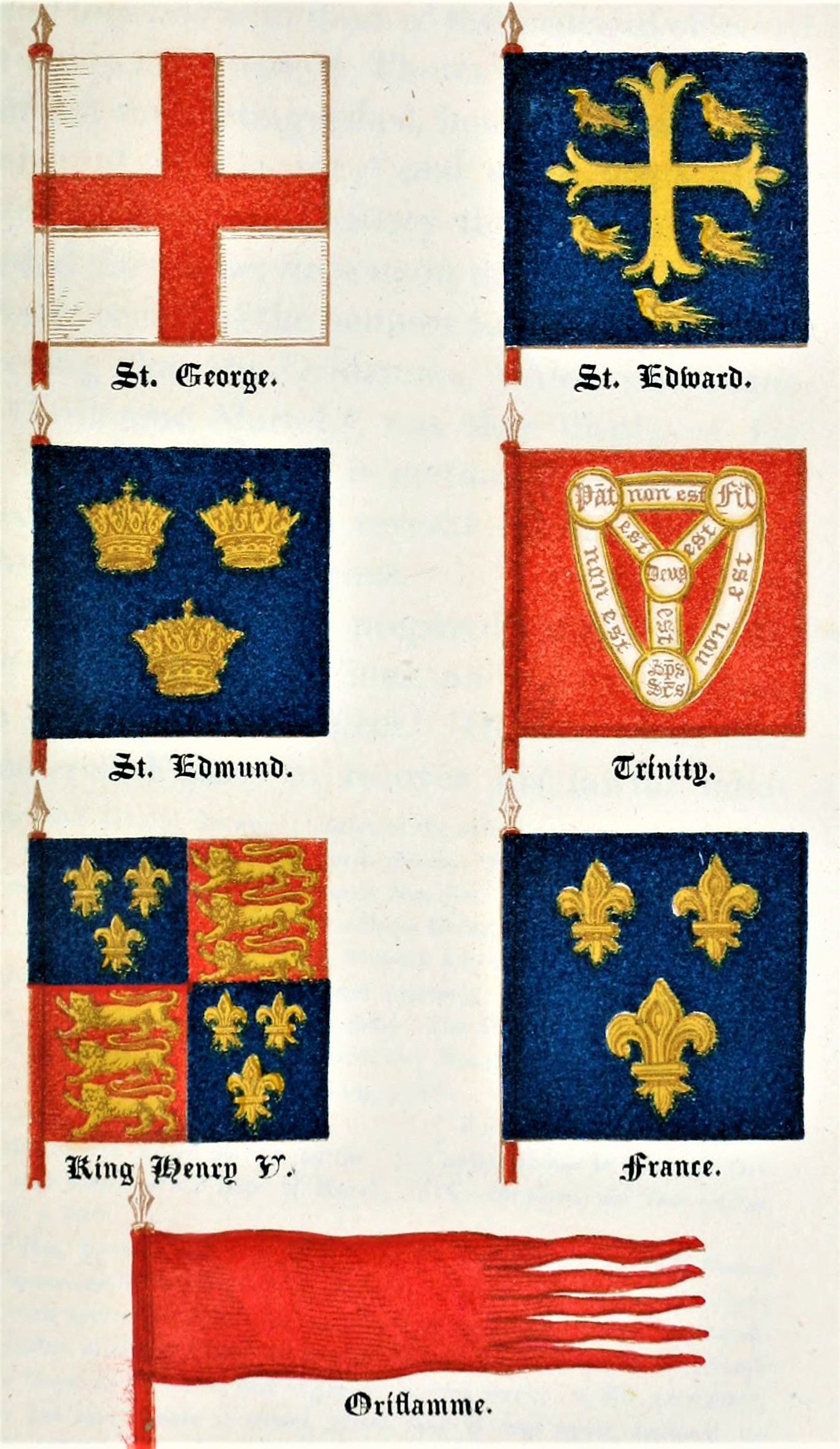
Zástavy obou království u Azincourtu

Po plavbě ze Southamptonu se 13. srpna 1415 Jindřichovo vojsko vylodilo v severní Francii a oblehlo přístav Harfleur. Obležení Harfleuru se nečekaně protáhlo; město se vzdalo 22. září a anglické vojsko se opět dalo na pochod až 8. října. Podzimní období, příhodné pro bojové akce, se chýlilo ke konci a Angličané byli dlouhým obléháním, během něhož navíc v jejich táboře propukla úplavice, značně zeslabeni. Král Jindřich nyní zamýšlel stáhnut se do Calais, jediné anglické bašty v severní Francii, přečkat tam zimu a na jaře následujícího roku pokračovat v tažení.
Zatímco Angličané obléhali Harfleur, Francouzům se podařilo shromáždit velkou rytířskou armádu, s níž se Albret pokusil zablokovat anglický přesun do Calais. Zdrcující porážka, kterou francouzská strana v následném střetu u Azincourtu utrpěla, umožnila Jindřichovi V. dosáhnout, co si předsevzal. Během následujících čtyř let za spojenectví burgundského vévody Jana I. Burgundského ovládl celou severní Francii. Smlouvou z Troyes (1420) musel Karel VI. Jindřichovi V. přislíbit svoji dceru Kateřinu s tím, že po Karlově smrti se Jindřich stane jeho nástupcem. Toho se však Jindřich nedožil; roku 1422 zemřel nečekaně na úplavici ve věku 34 let. Jeho malému synkovi Jindřichovi VI. se francouzskou korunu udržet nepodařilo – v příštích letech Francouzi, seskupení kolem Karla VII. (syna Karla VI., kterého troyeská smlouva zbavovala nástupnictví), Angličany z Francie (vyjma Calais) vytlačili. Významnou úlohu v těchto bojích sehrála Jana z Arku.

## Bitva

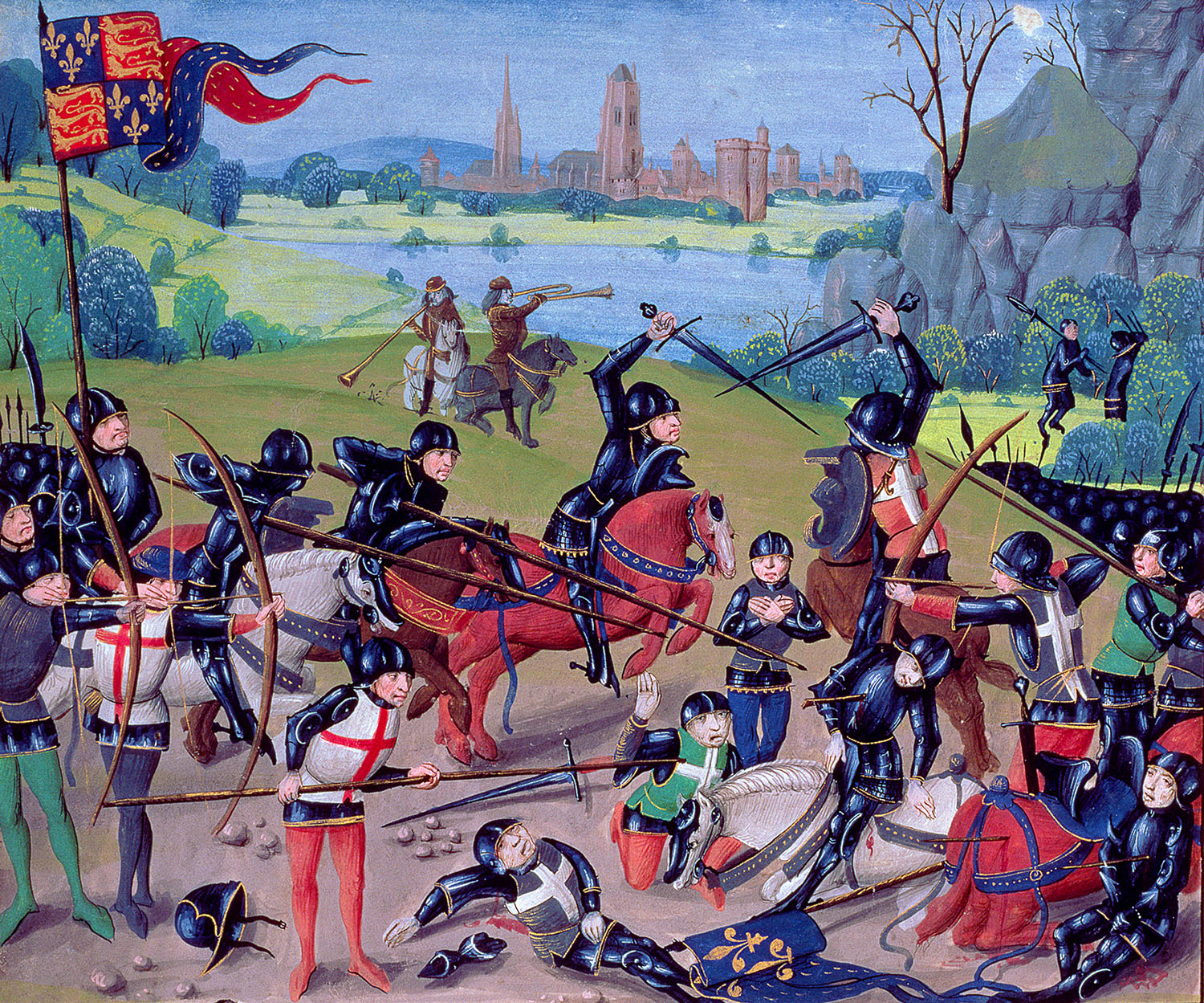
Bitva u Azincourtu, miniatura z 15. století

Situační náčrtek bitvy u Azincourtu

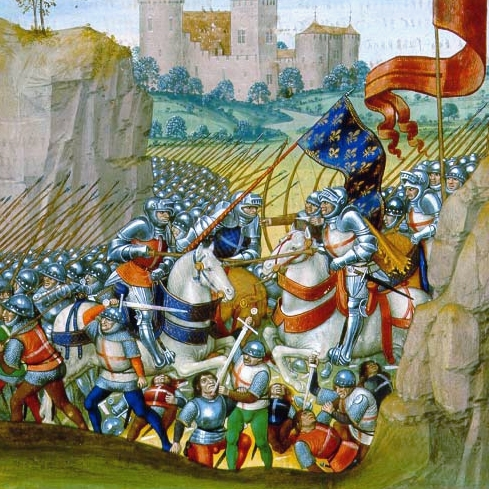
Chronique de France, 15. století

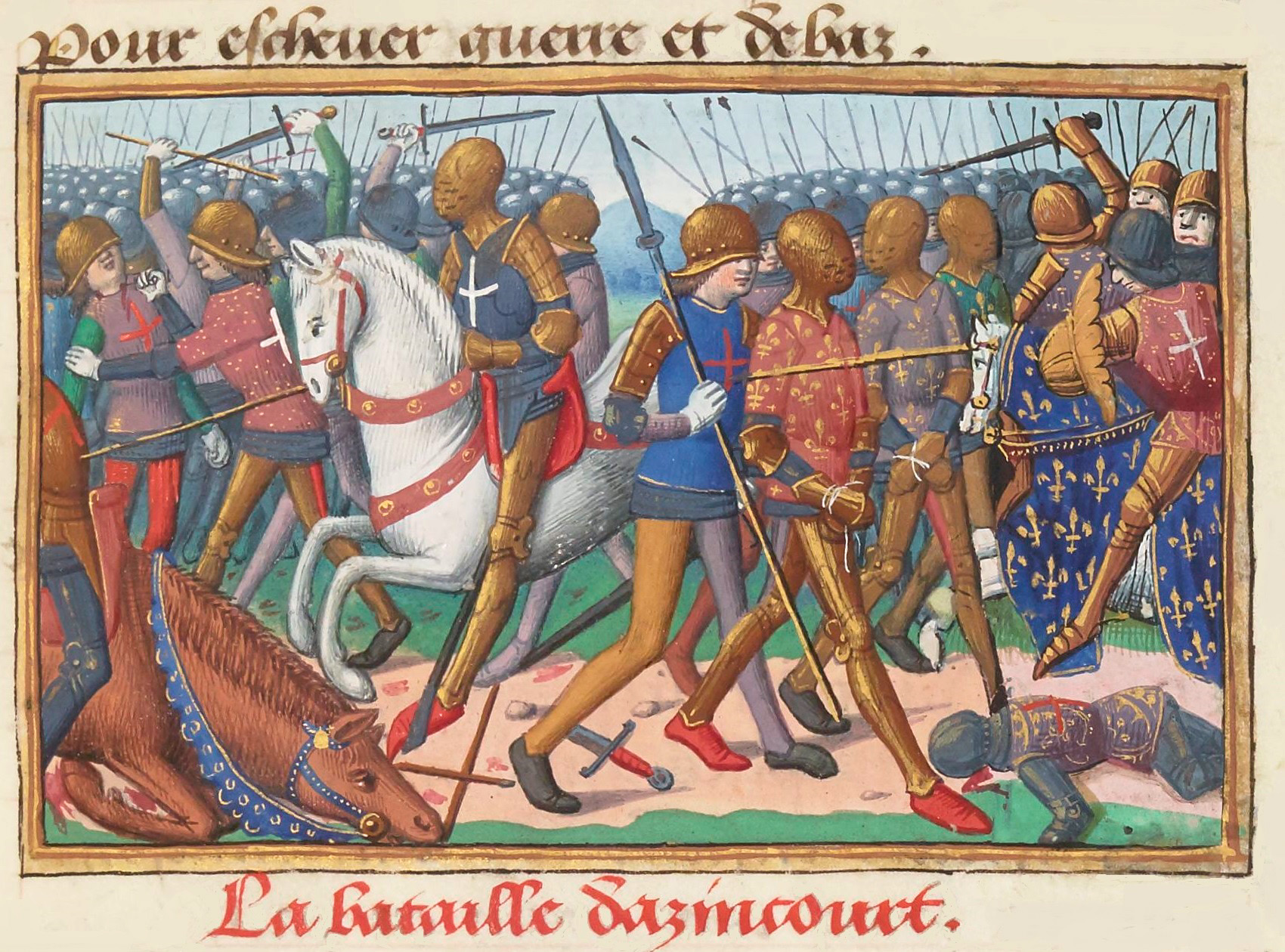
Vigiles du roi Charles VII.

Bitva se odehrála mezi vesnicemi Azincourt a Tramecourt, v prostoru sevřeném dvěma pruhy lesa. Na severozápadní straně se rozložili Francouzi pod konstáblem Karlem z Albretu a blokovali tak Angličanům cestu do Calais. Předešlé noci hustě pršelo a prostor mezi oběma vojsky se silně rozbahnil. Síly, které za úsvitu 25. října Jindřich mohl postavit k boji se odhadují na 1000 rytířů, 6000 lučištníků a několik tisíc dalších prostých pěšáků. Proti 10 až 12 000 Angličanů stálo několikrát početnější francouzské vojsko (odhady se pohybují mezi 25 a 40 000; nemalou část z nich tvořila těžká rytířská jízda). Početní výhoda Francouzů však byla spíše zdánlivá, neboť mezi oběma pruhy lesa se stejně nemohli rozvinout do větší šířky než jejich protivníci a utvořili tak sestavu se třemi sledy do hloubky. Jeden z nejpamětihodnějších okamžiků nastal ještě před vlastním bojem, kdy král Jindřich V. dodával svým mužům odvahu řečí, kterou později básnicky zpracoval William Shakespeare ve hře Jindřich V.
Konstábl Albret se k velké nelibosti řady bojovně naladěných šlechticů (v čele s vévodou z Alençonu) nechtěl pouštět do přímého střetu a doufal, že každý další den vyčerpané anglické jednotky demoralizuje a oslabí. Když tak ani tři hodiny po východu slunce Francouzi nezahájili boj, nařídil Jindřich V. svému vojsku postoupit kupředu na dostřel a angličtí lučištníci, schopní vyslat svými dlouhými luky až 10 šípů za minutu, začali ostřelovat nepřítele. Třeba poznamenat, že francouzská jízda nebyla ukázněnou bojovou silou, ale shlukem individualistických rytířů, svolaných Karlem VI. z celé země. Nyní tedy první vlna francouzské jízdy vyrazila proti anglickým pozicím. Zatímco angličtí rytíři před bitvou téměř všichni sesedli z koní a zařadili se mezi pěšáky, jejich francouzští protějškové, jejichž koně padali na rozbláceném terénu a pod přívalem šípů, byli těžce decimováni. Přesto se francouzským rytířům, vedeným Albretem osobně, podařilo probít do anglických řad, kde došlo na pěší boj muže proti muži. Poměrně tenká anglická linie byla málem prolomena a král Jindřich v jednom okamžiku téměř sražen k zemi. Mezitím se do boje zblízka zapojili i angličtí lučištníci vyměnivší nyní svou základní zbraň za meč či sekeru. Opěšalí francouzští rytíři v těžké zbroji obestoupení svými lehčími protivníky neměli v bahně mnoho šancí. Druhá francouzská vlna, hrnoucí se neuspořádaně do boje, byla rozmetána stejně jako první a francouzští šlechtici byli zabíjeni a zajímáni po stovkách. I třetí francouzský sled byl obrácen na útěk, zatímco jeho vůdci hledali v boji alespoň čestnou smrt. Nepoměr ztrát byl veliký a znásobilo jej i to, že ve chvíli, kdy pán nedalekého hradu Agincourt podnikl úspěšný výpad na anglické ležení, Jindřich V. nařídil svým mužům pobít téměř všechny jejich zajatce (za něž doufali dostat výkupné); ušetřeni zůstali jen nejvýše postavení.
Podle novodobých výzkumů nesehrál v bitvě tak velkou úlohu anglický dlouhý luk, jak se často uvádí. Šíp totiž nedokázal prorazit kvalitní brnění francouzských rytířů. Bitva měla několik faktorů. Rozbředlou půdu, která znevýhodňovala francouzské těžké ozbrojence, terén, který se od francouzské strany zúžoval směrem k anglické straně a nakonec množství Francouzů. Početná francouzská armáda se tedy dostala do trychtýře, v němž se nahromadilo mnoho vojáků a tím pádem došlo k zmatenému chování davu a ušlapání mnoha vlastních vojáků v předních liniích vojáky ze zadních linií. Navíc chování šlechticů na bojišti nemělo za úkol čisté zabíjení, ale kořist, třeba ve formě zajetí movitého nepřítele a pozdější výkupné. Francouzští rytíři se tudíž soustředili na malý počet anglických šlechticů, které chtěli zajmout a na lučištníky jako na společensky nerovné se vůbec nesoustředili. Takže se masa francouzských rytířů soustředila k velmi malému cíli a tím docházelo ke katastrofálním vlastním ztrátám (ušlapáním) ve zmateném chování davu.
Na anglické straně padlo třináct rytířů (mezi nimi králův bratranec vévoda z Yorku) a několik set pěších. Z Francouzů padlo přes pět tisíc rytířů včetně konstábla, tři vévodové, pět hrabat a devadesát baronů. Kolem tisíce jich padlo do zajetí, mezi nimi Karel, vévoda z Orléansu a Jan Le Maingre, maršál Francie.

## Prominentní padlí
- Karel z Albretu, hrabě z Dreux, konstábl Francie
- Jakub, pán z Dampierre
- David z Rambures
- Jan, vévoda z Alençonu a Perche (* 1385)
- Antonín, vévoda brabantský a limburský (* 1384)
- Eduard, vévoda z Baru (* cca 1377)
- Filip, hrabě z Nevers a Rethelu (* 1389)
- Fridrich, hrabě z Vaudemontu (* 1368)
- Robert, hrabě z Marle a Soissons (* cca 1390)
- Jan, hrabě z Roucy
- Walram, hrabě z Ligny a Saint Pol (* 1355)
- Jan II. z Béthune (* 1359)
- Jan z Baru, pán z Puisaye (* 1380)
- Eduard z Norwiche, 2. vévoda z Yorku (* 1373)
- Dafydd Gam, velšský šlechtic

## Umělecké zpracování
Jak již naznačeno výše, tažení do Francie a bitva u Azincourtu tvoří jádro Shakespearovy hry Jindřich V. Drama bylo dvakrát úspěšně adaptováno do filmové podoby: Laurencem Olivierem (1944) a Kennethem Branaghem (1989); v obou případech byli představitelé titulní role zároveň režiséry. Druhý z obou filmů vyniká působivým zpodobněním bitvy. Nejnověji se hra Jindřich V. stala součástí minisérie BBC The Hollow Crown (2012) a ve filmu The King (2019).
Vyšlo i jako zpracování v podobě audioknihy s hlasem Dušana Sitka, vydala Audiotéka. Taktéž jako audio kniha vyšlo Azincourt autor Bernard Cornwell.